# Rue d'Enfer (Paris, rive gauche)
Pour les articles homonymes, voir Rue d'Enfer et Rue d'Enfer (Paris).
La rue d'Enfer est une ancienne voie située sur la rive gauche de Paris. Une partie de la rue est supprimée lors du percement du boulevard Saint-Michel, déclaré d'utilité publique en 1859. La partie restante est renommée « rue Denfert-Rochereau » en 1878.
Elle correspond aux voies actuellement nommées :
1. boulevard Saint-Michel (section entre la rue Monsieur-le-Prince et la rue de l'Abbé-de-L'Épée),
2. rue Henri-Barbusse,
3. avenue Denfert-Rochereau.

Elle ne doit pas être confondue avec la rue d'Enfer située rive droite, renommée « rue Bleue » en 1789.

## Origine du nom

### Les différentes hypothèses
L'origine de ce nom ouvre à plusieurs hypothèses.
Elle aurait été appelée auparavant via Inferior — nom dénaturé en via Infera, d’où rue d'Enfer —, par opposition à la rue Saint-Jacques, qui elle, était appelée via Superior.
Mais, selon les recherches de Michel Roblin et Alain Faure, il faut voir en ce nom, plutôt qu’une corruption de via Inferior, un dérivé du surnom donné à une porte de l’enceinte de Philippe Auguste, la « porte en Fer », laquelle fut appelée d'abord porte Gibard ou de la rue Gibard (d'après le Moulin-Gibert situé au-delà de l'enceinte), puis porte Saint-Michel (en 1394 par Charles VI en l'honneur de sa fille) ou « porte d'Enfer » à cause de la rue de la Porte d'Enfer, appellation qu'Henri Sauval (1724) fait remonter à 1258, « pour des raisons de superstitions ». Mais, comme pour mieux se contredire, il ajoute plus loin que dans « les gestes des évêques d'Auxerre on l'appelait porta de ferto », porte de fer, donc.
Germain François Poullain de Saint-Foix donne d'autres explications, la thèse de la Via Inferior ainsi que celle de la superstition due à des hurlements et autres apparitions spectrales du temps de Saint Louis ou encore un nom populaire donné car la rue était malfamée et que l'on y entendait cris, jurements, querelles...
Le terme « d'Enfer » n'aurait en définitive que peu à voir avec les Enfers, pas plus qu'avec le demi-patronyme de Pierre Philippe Denfert-Rochereau : pourtant, à la fin du XIXe siècle, les usagers, un peu perdus dans la nouvelle géographie de Paris, mélangeaient d'Enfer et Denfert. Cette confusion onomastique est d'autant plus remarquable que le second tronçon de l'ex-rue d'Enfer fut rebaptisé rue Henri-Barbusse, en hommage à l'écrivain militant qui composa, entre autres, un roman fort célèbre intitulé L'Enfer.

### La disparition progressive de cet odonyme
La rue d'Enfer est rebaptisée rue Denfert-Rochereau en 1878. La place de la barrière d'Enfer est rebaptisée place Denfert-Rochereau en 1879. En 1887, le boulevard d'Enfer, créé le 17 mai 1767 par Louis XV, devient le boulevard Raspail, on fait disparaître également le chemin de ronde du poste d'observation de la barrière d'Enfer. Un seul lieu conserve la mémoire du nom du quartier d'Enfer : le passage d'Enfer, construit en 1855 pour traverser la cité d'Enfer (ou « cité de M. Cazeaux ») construite par l'architecte Félix Pigeory, auteur de l'un des premiers lotissements ouvriers de Paris.
Plusieurs rues portaient l'épithète « d'Enfer », mais ont été renommées : rue Saint-Dominique-d'Enfer, renommée rue Royer-Collard en 1846 ; rue Saint-Thomas-d'Enfer, renommée rue Malebranche en 1867 ; rue Sainte-Catherine-d'Enfer, renommée rue Le Goff en 1880.

## Situation

### Avant 1859: de l'ancienneplace Saint-Michel à la place de la barrière d'Enfer

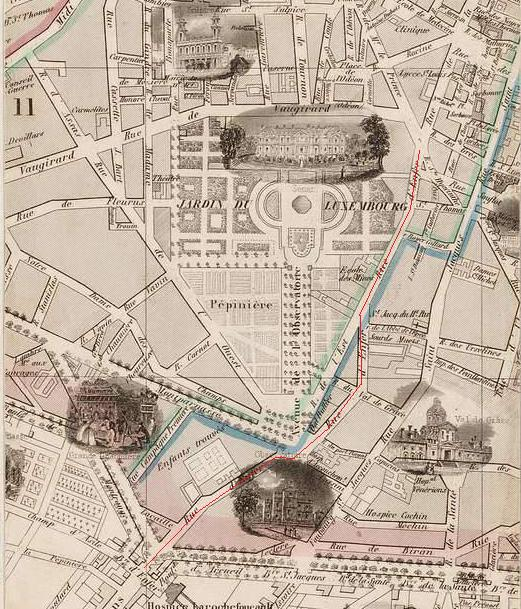
Tracé de la rue d'Enfer sur un plan de 1857.

En 1844, sa longueur est de 1 608 mètres.
D'après le plan établi par Vuillemin et Benard en 1857 (cf. illustration), la rue d'Enfer commençait, au nord, dans le prolongement de la rue de la Harpe (alors plus longue qu'aujourd'hui) à l'ancienne place Saint-Michel, située à l'actuelle embouchure de la rue Monsieur-le-Prince sur le boulevard Saint-Michel. Elle se terminait à la barrière d'Enfer, face à la « route d'Orléans » (actuelle avenue du Général-Leclerc) qui traversait le Petit-Montrouge appartenant alors à la commune de Montrouge.
Du nord au sud, sa bordure ouest longeait les grilles du jardin du Luxembourg, l'école des Mines, installée dans l'ancien Hôtel de Vendôme et, au-delà de la rue de la Bourbe (boulevard de Port-Royal), les hospices des Enfants-Trouvés (ancien institut de l'Oratoire, de 1655) et de Marie-Thérèse (fondé en 1819), également connu sous la dénomination « infirmerie de Marie-Thérèse ».
Dans les années 1850, elle croisait en partant du nord :
- la rue Saint-Hyacinthe-Saint-Michel (une très courte section de cette rue subsiste et a été incorporée à la rue Malebranche) ;
- la rue Soufflot ;
- la rue Saint-Thomas-d'Enfer, renommée rue Malebranche en 1867 et en partie supprimée (section à l'ouest de la rue Le Goff) ;
- la rue Royer-Collard (rue Saint-Dominique-d'Enfer avant 1846) ;
- la rue de l'Abbé-de-L'Épée (rue des Deux-Églises avant 1846) ;
- la rue de l'Est, ouverte en 1798 et incorporée au boulevard de Sébastopol rive gauche, (boulevard Saint-Michel depuis 1867) ;
- la rue du Val-de-Grâce, partie est ouverte en 1795 à l'emplacement de l'ancien enclos des Carmélites du faubourg Saint-Jacques, partie ouest après 1811 à l'emplacement de celui ayant appartenu aux Chartreux[12] ;
- la rue de Port-Royal (rue de la Bourbe avant 1844), incorporée au boulevard de Port-Royal, ouvert en 1857 ;
- le boulevard du Montparnasse ;
- l'avenue de l'Observatoire ;
- la rue Cassini ;
- la rue Lacaille ou rue de la Caille, attestée sans dénomination avant 1790[13], supprimée en 1879 ;
- le boulevard d'Enfer, renommé boulevard Raspail en 1887 ;
- le boulevard Saint-Jacques.

### De 1859 à 1878: du boulevard Saint-Michel à la place de la barrière d'Enfer
En 1859 est déclaré d'utilité publique le prolongement du boulevard Sébastopol (rive gauche) (actuel boulevard Saint-Michel), de la place Saint-Michel au carrefour de l'Observatoire, par l'élargissement à trente mètres de la rue d'Enfer et de la rue de l'Est et isolement du jardin du Luxembourg du côté de la rue d'Enfer. La section de la rue d'Enfer entre la rue Monsieur-le-Prince et la rue de l'Abbé-de-L'Épée est alors incorporée à ce nouveau boulevard.

### De 1878 à 1946: la rue Denfert-Rochereau
En 1878, la rue d'Enfer est rebaptisée rue Denfert-Rochereau afin d'honorer le défenseur de Belfort lors de la guerre franco-prussienne, le gouverneur Pierre Philippe Denfert-Rochereau.
Le 30 mars 1918, durant la première Guerre mondiale, un obus lancé par la Grosse Bertha explose au no 74 rue Denfert-Rochereau.
En 1946, la section entre le boulevard Saint-Michel et l'avenue de l'Observatoire est renommée rue Henri-Barbusse, la partie au sud de l'avenue étant rebaptisée avenue Denfert-Rochereau.

## Historique
La rue d’Enfer est attestée dès 1569. Cette rue a porté différents noms à diverses époques : « chemin de Vanves », « chemin d'Issy », « chemin de Vauvert », « rue de la Porte-Gibard », « rue Saint-Michel », « rue du Faubourg-Saint-Michel ».
Elle est citée sous le nom de « rue d'Enfer » dans un manuscrit de 1636 
En décembre 1774, les carrières souterraines sous la rue s'effondrent et engloutissent sur plusieurs centaines de mètres les habitations en surface.
Plusieurs établissements de bouche et festifs se situaient entre le Luxembourg et Montparnasse : avant que les travaux ordonnés par le préfet Haussmann ne le coupe en deux, on trouvait à l'actuel emplacement de la station de RER Port-Royal le fameux bal Bullier qui voisina bientôt avec La Closerie des Lilas, ouverte également par Bullier, deux établissements qui donnèrent à cet ancien « plateau boisé » (en réalité, proche du jardin), une réputation « infernale » dès la fin du règne de Louis-Philippe.
En 1882, la rue Denfert-Rochereau est élargie jusqu'à l'avenue de l'Observatoire (section rebaptisée avenue Denfert-Rochereau en 1946).

## Bâtiments remarquables et lieux de mémoire

### Avant 1859
— Selon le dictionnaire administratif et historique de 1844, la rue d'Enfer, longue de 1 608 m, commence au 2, rue Saint-Hyacinthe et au 16, rue des Francs-Bourgeois et finit au boulevard d'Enfer et au 16, boulevard Saint-Jacques. Son dernier numéro impair est le 109, le dernier pair le numéro 102.
— Selon l'édition de 1855, sa longueur est de 1 591 m, le dernier numéro impair est le 133, le dernier pair le 128.
- No 7 rue d'Enfer-Saint-Michel : vers 1813[16]/1816[17], demeure de Jacques Labillardière (1755-1834), botaniste, membre de l'Institut.
- No 8 rue d'Enfer : indiqué en 1828[18] comme ancien emplacement du séminaire Saint-Pierre et Saint-Louis (supprimé en 1792) qui avait été transféré à cet endroit en 1687[18] ou en 1688 depuis son précédent emplacement (rue du Pot-de-Fer).
La caserne de vétérans dite caserne d'Enfer ou caserne du Séminaire Saint-Louis occupe les bâtiments sous la Révolution, l'église sert de magasin[1]. L'ensemble est détruit lors du percement de la rue de Médicis.
- Nos 13 et 15 rue d'Enfer : entre ces deux numéros, aboutissement de la « rue Saint-Dominique-d'Enfer » (rue Royer-Collard depuis 1846).

- No 14 rue d'Enfer-Saint-Michel : en 1832, demeure de Victor Cousin (1792-1867), philosophe, académicien, conseiller d'État.
- No 18 rue d'Enfer-Saint-Michel : vers 1813[16]/1816[17] demeure de Claude Louis Berthollet (1748-1822), pair de France ; vers 1825[19], demeure de Charles Henri Verhuell (1764-1845), vice-amiral, pair de France [19].
- No 19 rue d'Enfer : Joseph Fourier (1768-1830) y résida[20] et y mourut le 16 mai 1830[21].
- No 20 rue d'Enfer : vers 1816[17], demeure de Denis Poisson (1781-1840), mathématicien, membre de l'Institut, pair de France (1837-1840) ; à partir de 1818 et jusqu'à sa mort, logement parisien de Pierre Paul Royer-Collard[22] (1763-1845), philosophe, académicien et homme politique. Il décéda et fut inhumé à Châteauvieux (Loir-et-Cher) où sa femme avait hérité d'une propriété.
D'après le dictionnaire administratif (Lazare, 1855) et selon Adrien Philippe (1857), la maison portait le no 16 rue d'Enfer.
- No 21 rue d'Enfer-Saint-Michel : vers 1816[17], demeure du Duc de Saulx-Tavannes (1769-1820), pair de France.
- No 26 rue d'Enfer : domicile, avant 1847[23] et jusqu'en 1858 de l'homme politique Abel Vautier (1794-1863). Il meurt en 1863 au no 53 de la rue d'Enfer[24].

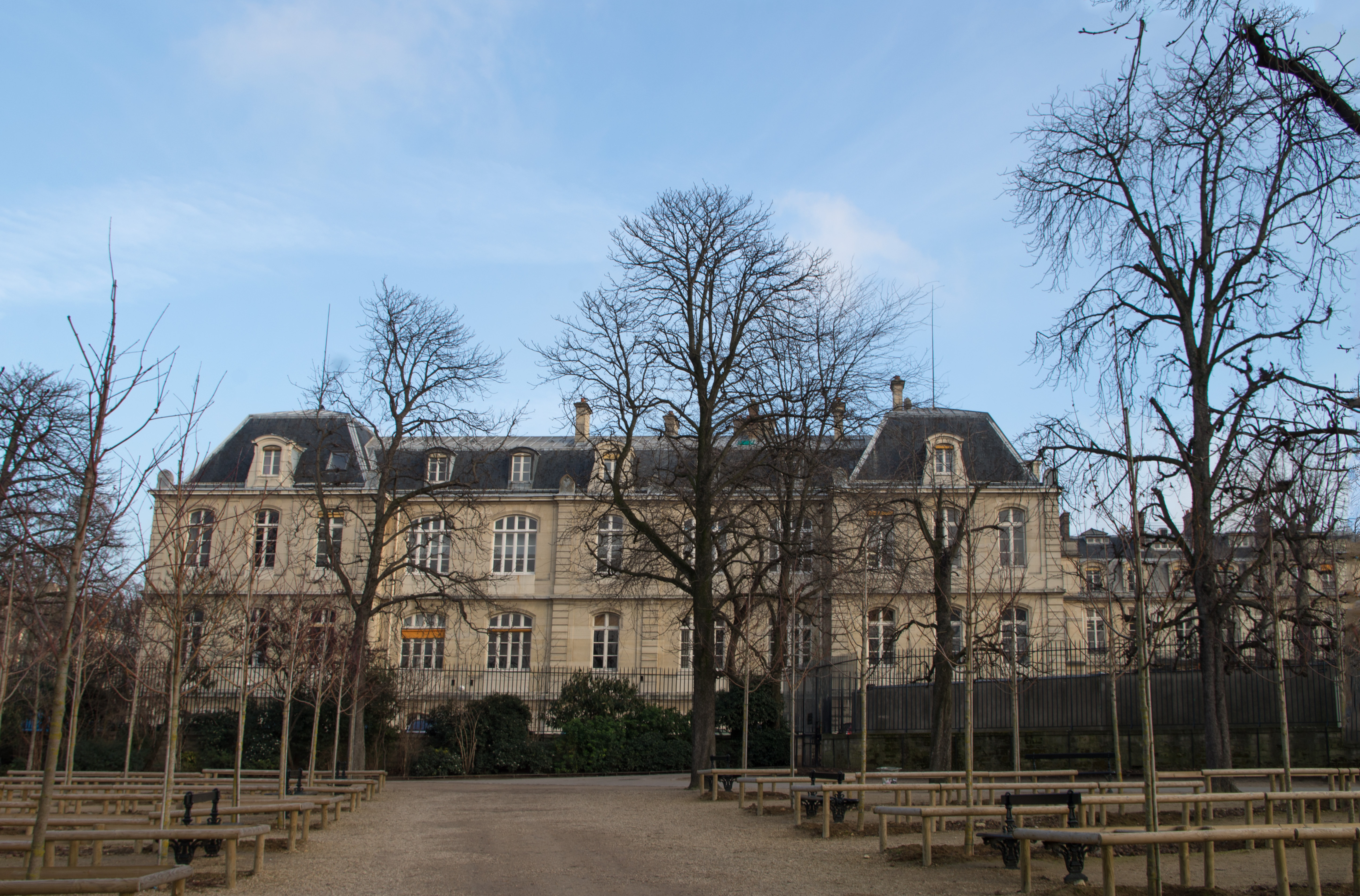
Nos 60-62, boulevard Saint-Michel (précédemment rue d'Enfer) : hôtel de Vendôme (XVIIIe siècle), façade sur jardin (ouest), vue du jardin du Luxembourg.

- Nos 32-36 (actuels nos 60-62, boulevard Saint-Michel) : hôtel de Vendôme construit au XVIIIe siècle.
- No 32 rue d'Enfer-Saint-Michel :
— vers 1816[17]/1825[19] demeure du comte Ferrand (1751-1825), dramaturge, membre de l'Institut, ministre d'État, pair de France ;
— vers 1825[19]/1828, demeure du cardinal duc Antoine-Jules de Clermont-Tonnerre (1749-1830), archevêque de Toulouse, pair de France.
- No 33 rue d'Enfer : domicile et atelier du peintre Alexandre Colin[25].
- No 34 rue d'Enfer (actuel 60, boulevard Saint-Michel) : emplacement de l'École des mines depuis 1816[26].
- No 40 rue d'Enfer-Saint-Michel : vers 1816[17]/1825[19], demeure du comte Emmery (1783-1839), militaire, pair de France.
- No 42 rue d'Enfer-Saint-Michel : vers 1816[17], demeure du comte Dessolle [sic] (1767-1828), pair de France[27]
- No 44 rue d'Enfer-Saint-Michel : vers 1813[16], en 1816[17]/1825[19], demeure du comte de Cornet (1750-1832), pair de France.
- No 45 : emplacement du portail de l'ancien noviciat des Feuillants, dit « second couvent »[1] ou couvent des Feuillants du faubourg Saint-Michel. Indiqué aux nos 41 à 49 en 1855 (Lazare), au no 43 en 1860[28] , supprimé en 1790, vendu comme propriété nationale, démoli en 1863 à la suite de la décision d'élargir la rue d'Enfer (boulevard Saint-Michel).
Les Feuillants avaient acquis le terrain en 1630. Une première église est bâtie à partir de 1633. En 1655, faute de moyens financiers et d'entretien, une partie des bâtiments claustraux est fermée pour cause de vétusté. La première pierre d'une nouvelle l'église conventuelle est posée en juillet 1659 sous le vocable des Saints-Anges-Gardiens[29] ;
- No 46 rue d'Enfer : indiqué en 1812[30], comme emplacement de l'entrée de l'ancienne Chartreuse de Paris, démolie de 1796 à 1800.
- No 55 rue d'Enfer-Saint-Michel[31] : d'environ 1824[32] à 1833, demeure d'Étienne Charles Gabriel de Berny (1768-1851), conseiller à la Cour royale de Paris[33] et de son épouse Laure de Berny (1777-1836), inspiratrice et amante de Balzac, ce qui motive l'écrivain de s'installer, la même année, à l'hôtel Châtillon (2 rue de Tournon), situé non loin de là[34]. Laure de Berny demeure encore rue d'Enfer en 1833[35]. Elle meurt en 1836 dans sa maison de campagne[36].
— le peintre et graveur Henri Baron (1816-1885) est présent à cette adresse en 1855[37].
- Nos 55 et 57 : entre ces deux numéros, aboutissement de la « rue des Deux-Églises » (rue de l'Abbé-de-L'Épée depuis 1846[38]).

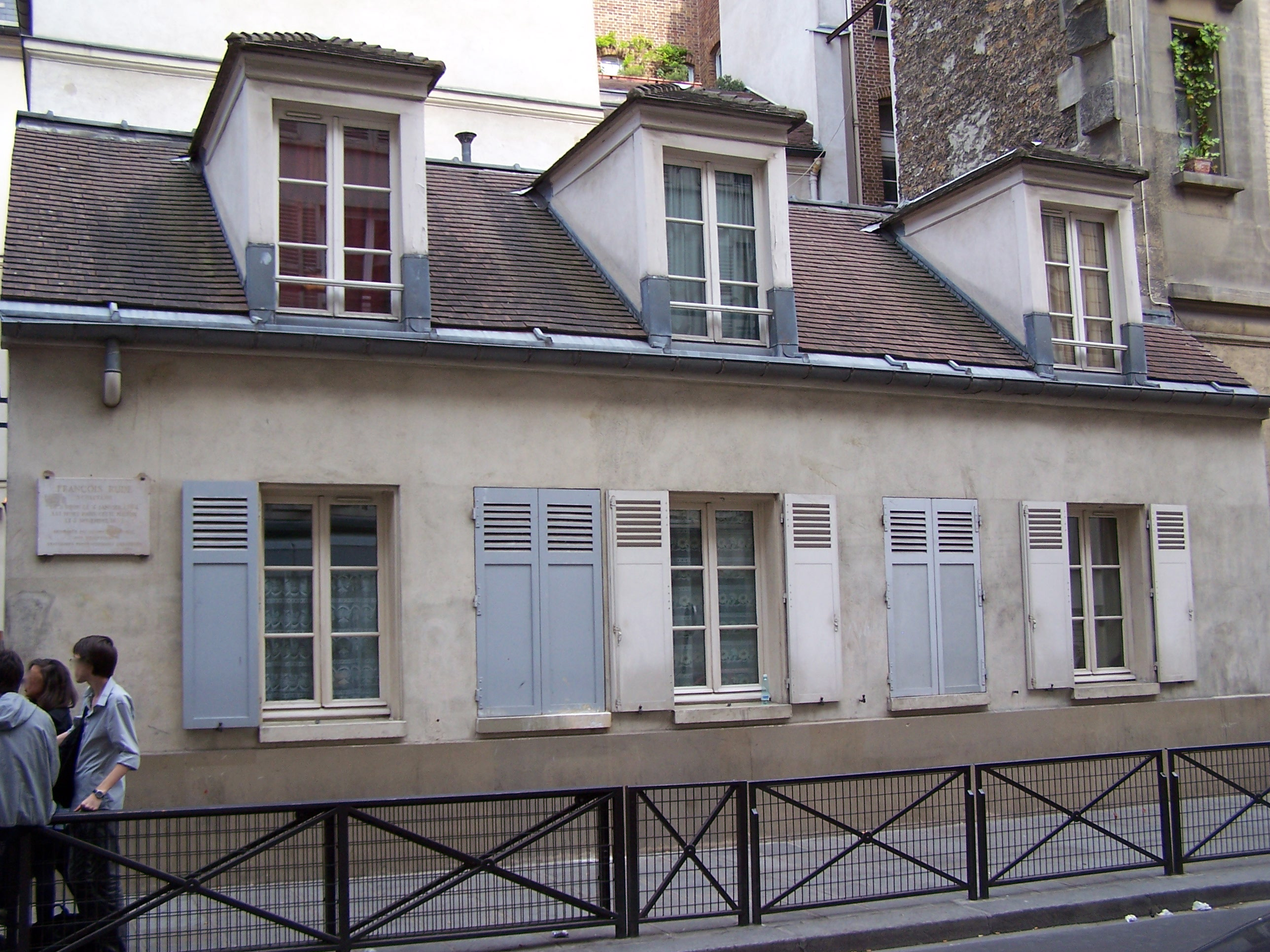
No 17, rue Henri-Barbusse (précédemment rue d'Enfer) : domicile et lieu de décès du sculpteur François Rude (1784-1855).

- No 58 rue d'Enfer : adresse, dans les années 1850[39] et jusqu'en 1862[40], du sculpteur Étienne Montagny (1816-1895), ancien élève de Rude qui habite de l'autre côté de la rue, au no 61. Montagny quittera ce lieu pour l'impasse Sainte-Élisabeth (renommée rue Boissonade en 1875) où sa maison-atelier existe encore (en 2022).
- No 61 rue d'Enfer (actuel 17, rue Henri-Barbusse) : domicile de François Rude (1784-1855) et de Sophie Frémiet (1797-1867), son épouse, depuis 1826, et en 1855[41].
- No 65 rue d'Enfer : Couvent des Carmélites du faubourg Saint-Jacques
- No 67 rue d'Enfer : vers 1816[17], demeure de Joseph Louis Gay-Lussac (1778-1850), chimiste, physicien, membre de l'Institut
- No 74 rue d'Enfer : Hospice des Enfants trouvés (1639-1858), enfants assistés (1859-1906) puis pupilles de l'assistance (à partir de 1907), enfants moralement abandonnés (1881-1906), puis temporairement recueillis (à partir de 1907), enfants en dépôt (à partir de 1841), enfants secourus (à partir de 1873), enfants hospitaliers (1876-1878)[42]
- Nos 77 et 79 rue d'Enfer : entre ces deux numéros, aboutissement de la « rue de la Bourbe[43] » (après 1844 rue de Port-Royal, nommée boulevard de Port-Royal depuis 1864).

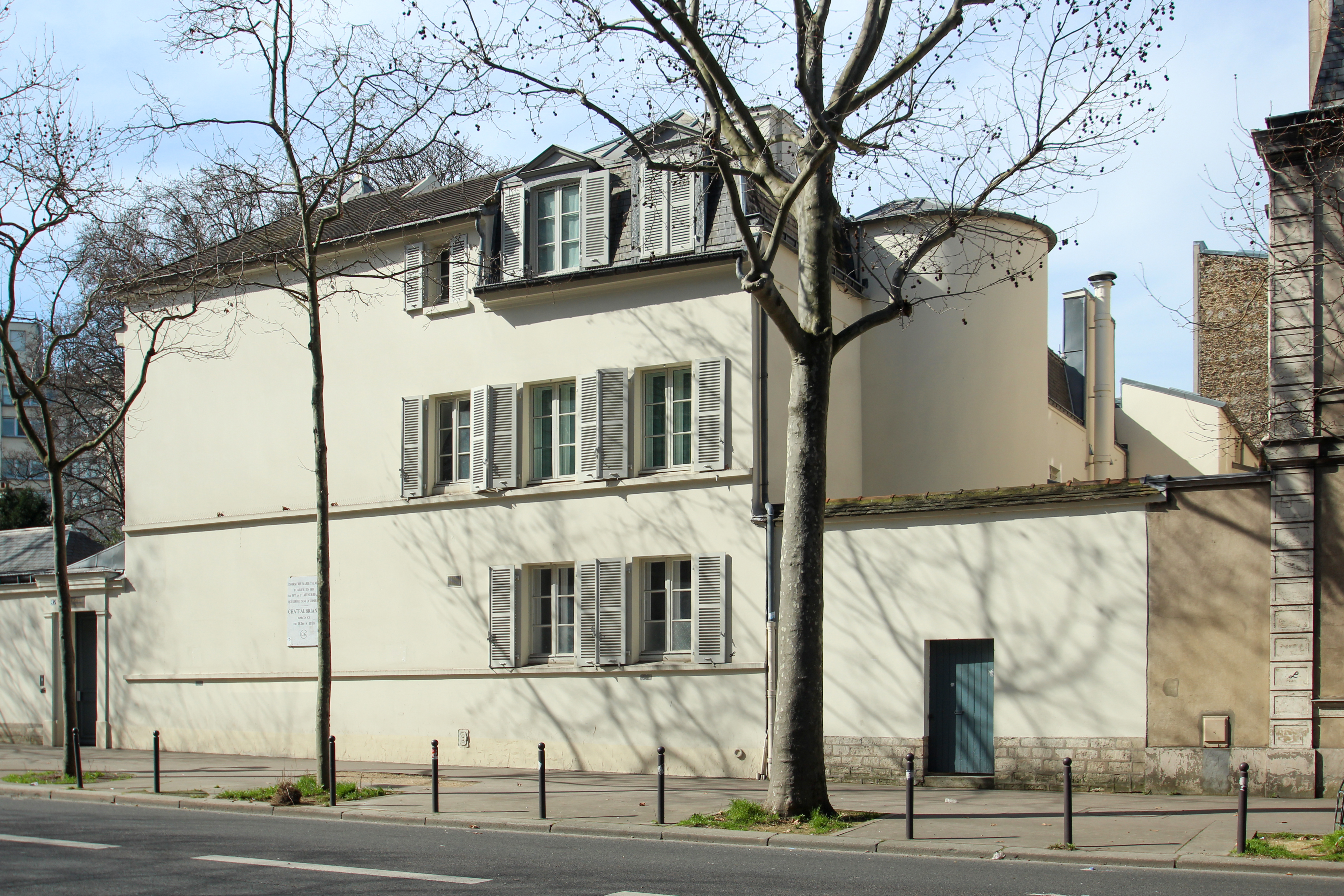
Nos 90 et 92, avenue Denfert-Rochereau (précédemment rue d'Enfer) : la façade de l'actuelle infirmerie Marie-Thérèse dissimule l'ancienne propriété de Chateaubriand et l'ancien hospice Marie-Thérèse, fondé par son épouse en 1819.

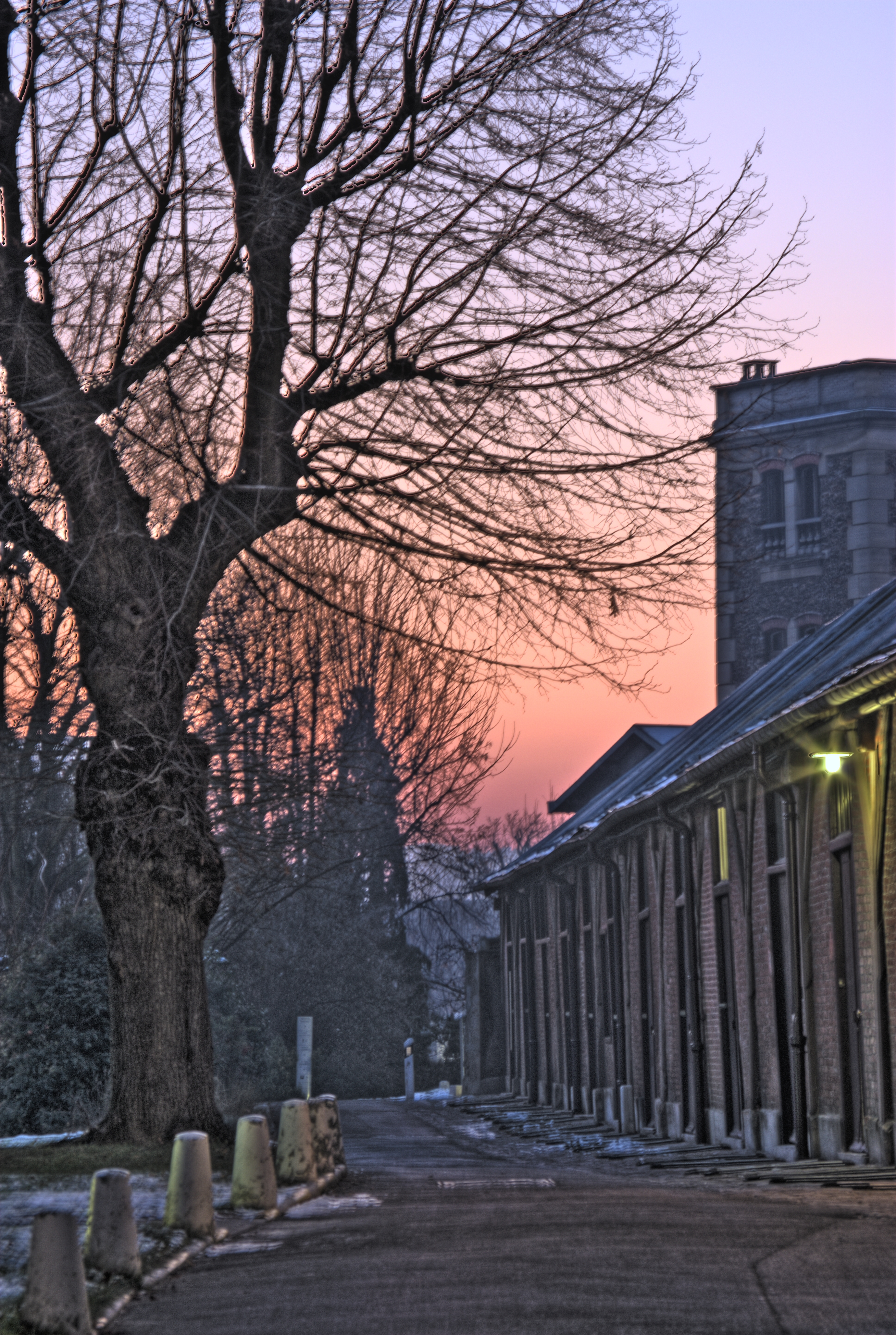
77, avenue Denfert-Rochereau (précédemment rue Denfert-Rochereau) : écuries de l'ancien relais de poste de la barrière d'Enfer transformées en ateliers d'artistes.

- No 84 rue d'Enfer (actuel 90, avenue Denfert-Rochereau) : François-René de Chateaubriand, homme de lettres, pair de France, y résida[44],[45] de 1826 à 1838[46].
- No 86 rue d'Enfer (actuel 92, avenue Denfert-Rochereau) : hospice Marie-Thérèse fondé en 1819 par Céleste de Chateaubriand[47] (1774-1847).
- Nos 92 et 94 rue d'Enfer : entre ces deux numéros, embranchement de la « rue La Caille[48] » (supprimée en 1879)

- No 113 rue d'Enfer : situé face à l'hospice Marie-Thérèse,
— emplacement, en juillet 1850, d'un des nombreux logements occupés successivement par le poète et chansonnier Pierre-Jean de Béranger[49]. Il est à noter que la maison porte à cette époque bien le no 113 et non pas le no 13[50] de la rue d'Enfer[N 4] ;
— adresse, de 1857-1863, de l'artiste peintre et illustrateur Ange-Louis Janet (1815-1872), qui est ensuite signalé, de 1864 à 1868 aux nos 113 et 119 rue d'Enfer[51].
- No 154 maison et dépendances, appartenant au Couvent des Feuillants rue d’Enfer, estimées 27 039 livres 10 sous, 1790 ;
- No 155 maison et dépendances appartenant au Couvent des Feuillants  rue d’Enfer, estimées 23 575 livres 17 sous, 1 plan, 1790 ;
- No 157 maison et dépendances appartenant au Couvent des Feuillants rue d’Enfer, 1790 ;
- No 159 maison et dépendances  appartenant au Couvent des Feuillants rue d’Enfer, estimées 35 410 livres, 1 plan[52].

### Après 1859
Partie allant de l'actuelle rue de l'Abbé-de-L'Épée à l'actuelle place Denfert-Rochereau (Paris). Elle est nommée :
— rue d'Enfer jusqu'en 1879,
— rue Denfert-Rochereau de 1879 à 1946.
- No 18 rue Denfert-Rochereau : adresse, en 1880, du sculpteur Théodore Rivière[53] (1857-1912) et du peintre Armand Beauvais[53] (1840-1911) qui y est encore en 1895 ;
- No 22 rue Denfert-Rochereau : le sculpteur Louis Vidal[53] (1831-1892), en 1880 ;
l'architecte, sculpteur et peintre Émile Gaudissard 1872-1956), en 1895 ; Jean de Paleologu y fonde son atelier ;
- No 33 rue Denfert-Rochereau : le sculpteur Denys Puech[53] (1854-1942), y est signalé en 1880, ainsi que le peintre pointilliste Hippolyte Petitjean[53] (1854-1929)
- No 37 rue Denfert-Rochereau : le catalogue du Salon de 1880[53] y recense :
le sculpteur Hector Lemaire (1846-1933), le peintre écossais William Laidlay (1846-1912), le peintre américain Theodore Robinson (1852-1896), le sculpteur Joseph Carlier (1849-1927) ;
le peintre Edmond Leroy dit Leroy-Dionet y est présent entre 1885 et 1891, le sculpteur catalan Gustave Obiols (1858-après 1930) en 1889 :
l'écrivain américain Ezra Pound s'y fait adresser son courrier en 1933[54]
- No 39 rue Denfert-Rochereau : le sculpteur Louis-Jean-Désiré Schrœder[53] (1828-1897) y loge en 1880,
- No 49 rue Denfert-Rochereau : l'illustrateur, lithographe et affichiste Firmin Bouisset[53] (1859-1925), en 1880.
- No 53 rue d'Enfer : domicile, de 1860 à 1863, et lieu de décès d'Abel Vautier (1794-1863). Il demeurait auparavant au no 26.
- Nos 71 et 73 rue Denfert-Rochereau (14e) : Refuge du Bon-Pasteur, fondé en 1821 
(ancien no 83 rue d'Enfer, en 1821[55] ; voir actuels nos 71-73 avenue Denfert-Rochereau).
- No 75 rue d'Enfer (14e) : en 1870, studio du photographe Charles Marville (1813-1879).
- Nos 75 et 77 rue Denfert-Rochereau (14e) : domicile, de 1910 ou 1911 à 1957, de l'helléniste Victor Bérard (1864-1931) puis celui de son fils, l’historien de la Grèce antique Jean Bérard[56] (1908-1957)
(voir 75 et 77 avenue Denfert-Rochereau).
- No 77 rue Denfert-Rochereau (14e) : ateliers d'artistes[57] aménagés dans les écuries de l'ancien relais de poste (XVIIe au XIXe siècle) de la barrière d'Enfer
(voir 77, avenue Denfert-Rochereau).
- No 89 rue d'Enfer : le caricaturiste, peintre et chansonnier André Gill, en 1879, 1880[53] et 1882[58].